# TV-året 1969

## Händelser

### December
- 5 december - Sveriges Radio-TV startar Sveriges andra TV-kanal, TV 2[1].

## TV-program

### Sveriges Radio-TV
- 1 januari – Ett bedårande barn av sin tid, det första av tre program om Karl Gerhard.
- 4 januari – Knäppupprevyn Sommarentusiasterna med bland andra Povel Ramel och Wenche Myhre.
- 5 januari – Ju mer vi är tillsammans, Ernst Rolf-kavalkad med bland andra Åke Grönberg, Anna Sundqvist och Per Grundén.
- 7 januari – Start för ny omgång av High Chaparral.
- 18 januari – Jan Malmsjö & Co, TV-show med Jan Malmsjö och gästartister.
- 23 januari – Måndag till tisdag, TV-musikal med Eva Bysing och Peter Palmér.
- 25 januari – Huckleberry Finns nya äventyr, tecknad serie av Bill Hanna och Joe Barbera.
- 30 januari – Diggartime, pop och diskotekmusik med bland andra Janne Önnerud, Tommy Körberg och Eleanor Bodel.
- 7 februari – Start för en ny omgång av Träna med TV med Bengt Bedrup.
- 8 februari – Premiär för TV-serien Pippi Långstrump i regi av Olle Hellbom.
- 8 februari – Hänt i veckan, underhållningsserie med Ulf Thorén.
- 23 februari – Stora infallet, program för små och stora barn med Hagge Geigert.
- 1 mars – Melodifestivalen 1969, programledare: Pekka Langer.
- 9 mars – Änkan, en pjäs av Bertil Schütt med bland andra Margaretha Krook och Ernst-Hugo Järegård.
- 16 mars – Solens barn, en pjäs av Maksim Gorkij med Toivo Pawlo, Gertrud Fridh, Tor Isedal med flera.
- 25 mars – Riten, en TV-film av Ingmar Bergman med bland andra Anders Ek, Gunnar Björnstrand och Ingrid Thulin.
- 27 mars – Premiär för humorserien Partaj med bland andra Lars Ekborg, Carl-Gustaf Lindstedt och Jarl Borssén
- 7 april – Bröllopsdag, en pjäs i regi av Bengt Lagerkvist med Börje Ahlstedt och Mimmo Wåhlander.
- 15 april – Start för fem nya Hylands hörna till förmån för Röda Fjädern. Programledare: Lennart Hyland. Värdinna: Siw Malmkvist.
- 22 april – Premiär för Friställd, dramaserie av Bengt Bratt med Olof Huddén, Lars Green, Carl-Ivar Nilsson med flera.
- 26 april – Sprutt, vårlätt underhållning med Thore Skogman, Gunwer Bergkvist, Bertil Norström med flera.
- 7 maj – Petterson personligen, ett porträtt av skådespelerskan Hjördis Petterson.
- 17 maj – När det svänger till, show med Östen Warnerbring.
- 26 maj – Apollo 10, direktsändning från nedtagningen. Arne Thorén kommenterar från Cape Kennedy.
- 1 juni – Bamse, världens starkaste björn, tecknad serie av Rune Andréasson.
- 20 juni – Bialitt, midsommar från Skåne med Nina Lizell, Hep Stars, Jarl Borssén, Rolf Bengtsson med flera. Programvärd: Lasse Holmqvist.
- 21 juni – Cirkus Cirkus nu farväl. Tack och avskedsföreställning från Lorensbergs Cirkus i Göteborg med bland andra Zarah Leander, Åke Grönberg, Harriet Forssell och Family Four.
- 29 juni – Kväll på Utö med Arne Weise och gäster. Del 1 av 5.
- 28 juni – Premiär för frågeleken På tu man hand med Lasse Berghagen och Sissel Benneche-Oswald som programledare.
- 22 juli – Oss grannar emellan, engelsk komediserie i 7 avsnitt.
- 22 juli – Musikalisk kaskad, julishow från Göteborg med Britt Bergström, Hayati Kafe med flera.
- 24 juli – Apollo II - Efter landningen. Facit och perspektiv. I rymdstudion: Gunnar Hambraeus och Bengt Feldreich.
- 6 augusti – Premiär för underhållningsserien Veckans Pekka med Pekka Langer.
- 10 augusti – Premiär för frågeleken Tiffediff med Lasse Holmqvist. Laila Westersund och Sven Lindberg är kvällens gästartister.
- 15 augusti – Chans, frågetävling med Lennart Swahn.
- 16 augusti – Räkna de lyckliga stunderna... Ett program om Jules Sylvain med Agnetha Fältskog, Björn Ulvaeus, Sten Nilsson med flera.
- 19 augusti – Lucy Show, amerikansk underhållning med Lucille Ball.
- 26 augusti – Björn, sång och samtal med Björn Skifs.
- 2 september – Helkväll, pjäs av Harold Pinter med Börje Ahlstedt, Margaretha Krook, Hans Wigren med flera.
- 6 september – Premiär för Håll polisen utanför, kriminalserie skriven av Maria Lang i regi av Hans Dahlin i sex avsnitt med Sven-Bertil Taube, Monica Ekman, Börje Ahlstedt, Olof Bergström, Barbro Hiort af Ornäs, Fred Hjelm och Olof Thunberg.
- 22 september – Den girige, komedi av Molière med Stig Järrel, Börje Ahlstedt, Margaretha Krook, Rolf Bengtsson med flera.
- 25 september – Villa med staket, TV-pjäs av Bengt Bratt med Bertil Norström, Emy Storm, Håkan Serner med flera.
- 29 september – Premiär för buskisunderhållningen Låt hjärtat va me med bland andra Sten-Åke Cederhök och Sonya Hedenbratt. Det första av tre program.
- 4 oktober – Start för en ny omgång av humorserien Partaj med bland andra Carl-Gustaf Lindstedt, Birgitta Andersson och Jarl Borssén.
- 11 oktober – Start för TV-pucken, ungdomsturnering i ishockey för distriktslag. Kommentator: Lars-Gunnar Björklund.
- 19 oktober – Premiär för Musikfrågan Kontrapunkt med Sten Broman.
- 25 oktober – Schyssta låtar med Tommy Körberg, Jerry Williams och Lasse Samuelssons orkester.
- 29 oktober – Playboys, underhållningsserie med Sune Mangs, Sten Nilsson, Lena Hansson med flera.
- 31 oktober – Truxa Show, magikerparet Gulli och Erik Truxa underhåller med Gösta Bernhard och Volmar Sörensen.
- 10 november – Vårdaren, TV-pjäs med Hans Ernback, Yvonne Lundeqvist, Jan Nygren med flera.
- 20 november – Stolarna, tragisk fars med Allan Edwall, Ulla Sjöblom och Halvar Björk.
- 28 november – Små gröna äpplen, TV-show med Monica Zetterlund, Lasse Åberg, Ardy Strüwer med flera.
- 29 november – Cabaret Canalhumorn med Hans Alfredson och Povel Ramel.
- 29 november – Premiär för Tipsextra.
- 30 november – Årets julkalender är Herkules Jonssons storverk.[2]
- 5 december – Premiär för den franska barnserien Babar.
- 5 december – Premiär för barnserien Mumintrollet av Tove Jansson, del 1 av 13.
- 8 december – Marty, underhållningsserie med komikern Marty Feldman.
- 10 december – Nobelfesten, direktsändning från Konserthuset i Stockholm.
- 19 december – Pop Flip Show med Tommy Blom, Doris och Ola Håkansson.
- 23 december – Nu blir det jul igen, underhållning med Lasse Holmqvist och gästartister.
- 24 december – Julträffen, underhållning med bland andra Laila Westersund, Martin Ljung och Gösta Kjellertz.
- 25 december – Strindbergs Fröken Julie i regi av Keve Hjelm med Bibi Andersson, Thommy Berggren och Kerstin Tidelius.
- 26 december – Operetten En natt i Venedig med bland andra Per Grundén och Eva Serning.

## Födda
- 3 februari - Paolo Roberto, svensk proffsboxare, TV-programledare och skådespelare.
- 5 mars - Pontus Kåmark, svensk fotbollsspelare och sportkommentator.
- 17 maj - Thom Filicia, amerikansk TV-programledare.
- 11 augusti - Johanna Westman, svensk TV-programledare och barnboksförfattare.
- 30 september - Kristin Kaspersen, svensk-norsk TV-programledare.
- 11 november - Carson Kressley, amerikansk modeexpert och programledare i TV.

### Fotnoter
1. ↑  20:e århundrades När Var Hur , Bernt Himmelstedt, Forum, 1999
2. ↑  ”Jultradition”. Arkiverad från originalet den 25 april 2012. https://web.archive.org/web/20120425112719/http://www.jultradition.se/tv.htm. Läst 26 mars 2011.